# توتسی (فیلم)
توتسی (به انگلیسی: Tootsie) فیلمی محصول سال ۱۹۸۲ آمریکا به کارگردانی سیدنی پولاک است. در این فیلم بازیگرانی همچون داستین هافمن، جسیکا لنگ، تری گار، چارلز دارنینگ، بیل مری، دابنی کلمن، جینا دیویس، دوریس بلیک، لین تیگپن، ایستل گتی و توبین بل ایفای نقش کرده‌اند. در این فیلم داستین هافمن با پوشیدن لباس مبدل نقش یک زن را ایفا می‌کند.

## خلاصه داستان
«مایکل دورسی» (داستین هافمن) متوجه می‌شود نقشی را که قرار بوده در یک محصول برودوی به او بدهند، به بازیگر دیگری داده‌اند. وقتی با عصبانیت با کارگزارش، «جرج فیلدز» (سیدنی پولاک) برخورد می‌کند، او به «مایکل» می‌گوید که به خاطر رفتارش، هیچ‌کس او را استخدام نخواهد کرد. «مایکل» برای اینکه ثابت کند «فیلدز» اشتباه می‌کند و به خاطر نیاز به هشت هزار دلار برای روی صحنه بردن نمایش هم اتاقی‌اش، «جف اسلیتر» (بیل مری)، تصمیم می‌گیرد با پوشیدن لباس زنانه و تغییر نامش به «دوروتی مایکلز»، نقش مدیر بیمارستان را در یک مجموعه تلویزیونی به عهده بگیرد و موفق هم می‌شود. او با تغییر گفتگوهایش به تناسب شخصیت جسورش در مجموعه، طرفداری زیادی پیدا می‌کند و در این بین جذب بازیگری به نام «جولی» (جسیکا لنگ) می‌شود. او قرار شام را با دوستش، «سندی» (تری گار) فراموش می‌کند تا به‌عنوان «دوروتی» اوقاتش را با «جولی» بگذراند و در یک مهمانی خانوادگی او، نظر پدر بیوه «جولی» را به خود جلب می‌کند. در اینجا وقتی می‌فهمد نقش او در مجموعه تلویزیونی ادامه خواهد داشت، وحشت می‌کند و از «فیلدز» می‌خواهد تا قراردادش را فسخ کند. در این بین، «جولی» مشکوک شده که او هم جنسگرا است و «سندی» نیز وقتی «مایکل» می‌گوید دل‌باخته زن دیگری شده، پریشان می‌شود. تا اینکه در پخش زنده آخرین قسمت مجموعه تلویزیونی، «مایکل» هویت واقعی‌اش را فاش می‌کند.

## بازیگران
- داستین هافمن
- بیل مری
- جسیکا لنگ
- تری گار
- دابنی کلمن
- چارلز دارنینگ
- سیدنی پولاک
- جرج گینز
- جینا دیویس
- دوریس بلیک
- لین تیگپن
- ایستل گتی
- آنی کرزن
- ویلی سویتکِس[۱]
- توبین بل

## نامزدی و جوایز

### اسکار
فیلم در ده رشته نامزد جایزه اسکار شد، اما فقط جسیکا لنگ برندهٔ جایزه اسکار بهترین بازیگر نقش مکمل زن گردید.
دیگر نامزدی‌ها:
- بهترین فیلم: سیدنی پولاک و دیک ریچاردز
- بهترین بازیگر نقش اول مرد: داستین هافمن
- جایزه اسکار بهترین بازیگر نقش مکمل زن: تری گار
- بهترین کارگردانی: سیدنی پولاک
- بهترین فیلم‌نامه غیراقتباسی: لری گلبرت, موری شیسگال و دان مک‌گوایر
- بهترین ترانه ("It Might Be You"): دیو گروسین (موسیقی), الن برگمن (متن ترانه) و الن برگمن (متن ترانه)
- بهترین صدا: Arthur Piantadosi, Les Fresholtz, Dick Alexander and Les Lazarowitz
- بهترین فیلم‌برداری: اوون رویزمن
- بهترین تدوین: فردریک استاینکمپ و ویلیام استاینکمپ

### جایزه گلدن گلوبها
- جایزه گلدن گلوب بهترین فیلم موزیکال یا کمدی (برنده)
- بهترین کارگردانی: سیدنی پولاک
- جایزه گلدن گلوب بهترین بازیگر مرد فیلم موزیکال یا کمدی: داستین هافمن (برنده)
- جایزه گلدن گلوب بهترین بازیگر نقش مکمل زن: Jessica Lange (برنده)
- بهترین فیلم‌نامه:لری گلبرت و موری شیسگال